# Joseph Edward Laferrière
Joseph Edward Laferrière (1955) es un botánico, micólogo, taxónomo estadounidense con un interés particular en la etnobotánica.

## Biografía
Obtuvo su doctorado, en el Departamento de Ecología y Biología Evolutiva de la Universidad de Arizona en 1991 con una tesis titulada «El uso óptimo de los recursos etnobotánicos por los Pima Sierra de Chihuahua, México». Entre otras instituciones, ha ocupado puestos profesionales en la Universidad Estatal de Washington, Biosfera 2, y la Universidad Autónoma del Estado de Morelos (en Cuernavaca , México).
Es autor o coautor de los nombres botánicos de unos 120 taxones, incluyendo Berberis pimana, Hymenocallis clivorum, Hymenocallis pimana, Laennecia pimana, Pectis pimana, Prionosciadium saraviki, y Yucca declinata.
- La abreviatura «Laferr.» se emplea para indicar a Joseph Edward Laferrière como autoridad en la descripción y clasificación científica de los vegetales.[8]